# SURVIVORS feat. DJ MAKIDAI from EXILE/プライド
「SURVIVORS feat. DJ MAKIDAI from EXILE / プライド」（サバイバーズ フィーチャリング ディージェイ マキダイ フロム エグザイル / プライド）は、THE SECOND from EXILEの2枚目のシングル。2013年8月14日にrhythm zoneから発売された。

## 概要
前作「THINK 'BOUT IT!」から約9ヶ月ぶりのシングル。初の両A面シングルとなっている。「CD+DVD」、「CDのみ」、「ミュージックカード(全6種)」の8形態での発売。CDには、表題曲を含む全4曲8ヴァージョンを収録。DVDには「SURVIVORS feat. DJ MAKIDAI from EXILE」のミュージックビデオを収録。ミュージックビデオの監督は久保茂昭。
「SURVIVORS feat. DJ MAKIDAI from EXILE」はフィーチャリングで参加している、DJ MAKIDAIこと眞木大輔主演の読売テレビ・日本テレビ系木曜ドラマ『町医者ジャンボ!!』の主題歌。「プライド」はSHOKICHI、NAOTOが主演する日本テレビ系ドラマ『フレネミー 〜どぶねずみの街〜』の主題歌。

## 収録曲

### CD
1. SURVIVORS feat. DJ MAKIDAI from EXILE [4:25]
  - 作詞：SHOKICHI / 作曲：Katerina Bramley, Ninos Hanna, Alex Papadimas
  - 読売テレビ・日本テレビ系木曜ドラマ『町医者ジャンボ!!』主題歌 [6]
2. プライド [5:09]
  - 作詞：michico / 作曲：T.Kura, michico
  - 日本テレビ系ドラマ『フレネミー -どぶねずみの街-』主題歌[6]
3. Lost In Time [3:44]
  - 作詞：SHOKICHI / 作曲：SKY BEATZ, FAST LANE, Erik Lidbom
  - 第一興商「SmartDAM」CMソング
4. BUMP UP [3:57]
  - 作詞：SHOKICHI, P-CHO, GS, KUBO-C, Tomogen / 作曲：BACHLOGIC, FAST LANE, JOVEEK MURPHY
  - アンファー「スカルプD」CMソング
5. SURVIVORS feat.DJ MAKIDAI from EXILE (Instrumental)
6. プライド (Instrumental)
7. Lost In Time (Instrumental)
8. BUMP UP (Instrumental)

### DVD
1. SURVIVORS feat. DJ MAKIDAI from EXILE (Music Video)